# 見城館
22°40′37″N 120°17′29″E / 22.676929°N 120.291355°E
見城館位於臺灣高雄市左營區，是介紹鳳山縣舊城的文化館，與「見城計畫」相關。館舍所在地一帶曾經是眷村「海光三村」。

## 館舍
見城館的館舍所在地，最初設有海光三村的診療室，後來在1990年由左營區公所改建成海勝里里民活動中心。建物在2006年由高雄市政府文化局接管，改為展示眷村文化的「高雄市眷村文化館」。眷村文化館於2007年開幕後，因應見城計畫而在2017年9月15日休館。眷村文物移到明德新村，於2018年4月以「再見捌捌陸園區」的名稱重新開幕。
而原館舍則改為「見城館」，於2018年3月3日開幕。

## 展示內容
見城館內部有兩層樓，一樓展區分為「城在臺灣」、「舊城尋寶」、「鳳山縣城的演變」、「穿越時空見城」，二樓展區則分為「時代流轉中的鳳山縣城」、「大事記年表」、「文獻舊城」、「映像舊城」、「我們的舊城」。
館內的另一特色是有鳳山縣舊城的動態模型，結合光雕投影來展示鳳山縣舊城的歷史。